# Bulonga phillipsi
Bulonga phillipsi är en fjärilsart som beskrevs av Louis Beethoven Prout 1930. Bulonga phillipsi ingår i släktet Bulonga och familjen mätare. Inga underarter finns listade i Catalogue of Life.